# 美好生活指數
美好生活指數（OECD Better Life Index），是測度一個國家或地區居民幸福程度的一套指標體系。最早使“幸福指數”這一概念，並量化成為指標體系的是南亞國家不丹。

## 美好生活指數的測度方法
測度幸福指數的方法主要為三種：
1. 主觀指標體系：不丹、英國、OECD、世界價值觀研究所、新經濟基金會等，均采用此種方法，其主要透過調查問卷和訪談形式，測度被訪問者的生活滿意度（收入、就業、健康、休閑等），以及對社會、生態環境、政府治理等方面的主觀評價。這種評價體系，優點為能夠較為全面的反映受訪者的主觀幸福感，但是由於受訪個體受到受訪時的狀態以及對幸福的理解等內外部因素的干擾，調查結果的信度容易受到學術界的質疑。
2. 客觀指標體系：聯合國的千年發展目標、聯合國開發署的人類發展指數、荷蘭社會研究所的生活狀況指標等，主要透過客觀統計指標和計算公式的客觀評價法，反映居民的生活條件狀況，如衛生、教育、環境、壽命、生活質量等。但統計指標資料很難反映出如對工作的滿意度、對婚姻的滿意度、對政府治理的滿意度、生活安全感受等等。
3. 主觀與客觀指標結合：法國經濟發展與社會衡量委員會的幸福與經濟發展測度、中國民生指數等，采用主觀與客觀結合評價法，這種方法彌補了前兩類方法的不足，但是存在著主觀評價與客觀評價之間的權重協調問題。[1]

## 各區域計算排名
各地比較方法不同，建議重新排序、製表。

### 不丹
不丹是最早使用幸福指數來替代國民生產毛額(GDP)以衡量當地人民的生活，由不丹第四代国王吉格梅·辛格·旺楚克所創立，以作為穩定政權、維持區域穩定的一項政策工具。

### 經濟合作與發展組織（OECD）
2013年6月29日宣布，對34個成員國家的幸福感作出評估。
該報告的綜合評估標準包括11個方面：住房條件、家庭收入、工作、社區環境、教育、自然環境、公民參與、健康、生活滿意度、安全度以及工作生活平衡度。
正如許多研究結果所表明的，物質金錢並不能決定人們的幸福感，儘管美國在平均收入上名列前茅，但最終只在幸福感榜單上排到第14名。
以下是該報告中生活最幸福的國家的前5名：
- 第一名：瑞士Switzerland，得分為滿分為10分的7.8
- 第二名：挪威Norway，得分為7.7
- 第三名：冰島
- 第四名：瑞典Sweden，得分為7.6
- 第五名：丹麥Denmark，指數為7.5

### 美国哥倫比亞大學地球研究所
媒體引述联合国委托的大學研究報告日前评选出的世界最幸福国家中，这次的调查是由经济学家、统计学专家及心理学专家进行的。
而调查是以公民心中的理想经济状况、寿命、信任度、民主权利和政治机会、国家抵制贪污程度等作标准的。
排名依序為：
- 1.   丹麦
- 2.   挪威
- 3.   瑞士
- 4.   荷蘭
- 5.   瑞典
- 6.   加拿大
- 7.   芬兰
- 8.   奥地利
- 9.   冰島
- 10.
- 11.  美国
- 12.  新西兰
- 14.  英国
- 42.  臺灣
- 43.  日本
- 67.  香港
- 112.  中华人民共和国

### 中華民國
臺灣的國民幸福指數是以美好生活指數為架構，2013年8月行政院主計總處首次公布官方版本的幸福指數調查，臺灣國民幸福指數國際指標綜合指數為6.64分，與OECD的34個會員國及2個夥伴國相較，在37國中排名第19名，也是亞洲最幸福的國家。2014年8月行政院主計總處依循OECD 2014年美好生活指數（Your Better Life Index，BLI）架構及統計結果，公佈臺灣受雇者平均一個月可以月入45,664元，24項國際指標綜合指數為6.93分，在37國當中位居第18，前進一名。
2014年主計部宣布臺灣保持亞洲最幸福，而且所得財富是全球第二名。

## 延伸閱讀
- 我眼中的幸福經濟學 （页面存档备份，存于）
- 民生指數：構建新的考核體系 （页面存档备份，存于）